# Michael Barrantes
Michael Francisco Barrantes Rojas (Cristo Rey, San José, Costa Rica, 4 de octubre de 1983) es un exfutbolista costarricense que jugó como Centrocampista. 
Barrantes se desempeña en la demarcación de centrocampista, teniendo una técnica exquisita con su pierna izquierda. Por su gran habilidad de potente remate, es especialista en poner asistencias y goles mediante el lanzamiento de tiros libres.
Debutó en 2004 con Ramonense para recalar en la temporada siguiente a Belén. Su equipo perdió la categoría a mediados de 2005, por lo que cambió de club y pasó al Puntarenas. Adquirió protagonismo en las alineaciones titulares y fue fundamental en la consecución de la Copa Interclubes de la UNCAF 2006. Permaneció vinculado al conjunto naranja por dos temporadas y dio el salto al Deportivo Saprissa en 2007. Conquistó cuatro títulos nacionales y dos subcampeonatos en el ámbito internacional. En 2010 salió del país para convertirse en legionario y jugó para el Aalesunds de Noruega. En cinco años de carrera con el equipo, contabilizó veintiocho asistencias en todas la competencias que disputó, marcando 45 goles. En junio de 2015 firmó para el Shanghái Shenxin y en enero de 2016 se fue al Wuhan Zall, ambos de China. Regresó a Costa Rica a principios de 2017 y jugó para el Cartaginés de la Primera División. Luego tuvo otro paso breve en el recién ascendido Municipal Grecia. El 26 de diciembre volvió al Deportivo Saprissa.
Es internacional absoluto con la selección costarricense desde febrero de 2007. Ganó en ese mismo año la Copa de Naciones UNCAF y posteriormente participó en dos ediciones de la Copa de Oro de la Concacaf. Fue parte de la histórica posición de su país en el Mundial 2014 tras acceder a los cuartos de final y salir del torneo de forma invicta.

## Trayectoria

### Inicios
Originario del barrio Cristo Rey de San José, Michael se cautivó por la práctica del fútbol debido a la influencia de su abuelo Roberto Rojas —quien jugó de forma amateur—, y por su tío, Javier Rojas —considerado por Barrantes como un formador integral en el deporte—. Su principal desempeño lo dio en 1997, cuando logró acudir a una copa infantil en Panamá con el proyecto San José 2000, de Liga Deportiva Alajuelense. Desde pequeño, se caracterizó por su liderazgo y actitud de ganador, además resultó el máximo anotador de dicho torneo con cuatro conquistas. En la infancia conoció a su amiga María Andrea Apu —su esposa en la actualidad— y ella siempre le vio cualidades de competidor nato para ser como uno de los mejores en el barrio. Tras su buena presentación en suelo panameño, un directivo de Alajuelense se acercó para ofrecerle la oportunidad de incorporarse al club, con alimentación y hospedaje incluidos. Sin embargo, tres meses después fue informado que ya no era posible su llegada, lo que provocó la desilusión y el deseo de abandonar las canchas. Alcanzó el séptimo año de colegio y posteriormente comenzó a trabajar, a los quince años, en un negocio familiar de venta de repuestos, en la capital josefina. En medio de su desencanto con el fútbol, apareció una opción para ser llamado por el equipo Barrio Peralta de futsal, el cual le invitó a formar parte de la planilla. Solía marcar goles en numerosas ocasiones y fue compañero de su hermano Roberto. Michael inclusive resultó campeón con los escuadrones de Barrio Peralta y Fuerza y Luz. Su rendimiento como anotador le abrió paso a participar, con la Selección de fútbol sala de Costa Rica, en una gira sudamericana en 2004 en la que visitó Brasil. El entonces futbolista Hugo Madrigal lo llevó a realizar una prueba con Ramonense, de la Primera División y que dirigió el uruguayo Orlando de León. Al ser aceptado, cambió la disciplina a fútbol profesional, dejó el trabajo de la venta de repuestos y pese a percibir menos salario, efectuaba los viajes de ida y vuelta a San Ramón, con la convicción de ganarse un lugar en el balompié costarricense.

### A. D. Ramonense
Debutó en la Primera División el 14 de febrero de 2004, jugando en esa ocasión para el equipo de Ramonense, en el Estadio Edgardo Baltodano contra Liberia (derrota 1-0). El entrenador uruguayo Orlando de León ordenó el ingreso de cambio de Michael al minuto 81' por Hugo Madrigal. Marcó su primer gol de cabeza precisamente frente a los liberianos el 10 de abril, para la victoria 2-1 dada de local en el Estadio Guillermo Vargas. Barrantes sería la novedad por su juventud al sumar presencias en las alineaciones estelares. En su primera competencia que disputó —el Torneo de Clausura— consiguió once participaciones y dos goles concretados. Su club finalizó en el décimo lugar de la tabla.

### Belén F. C.
Rápidamente cambiaría de equipo en la máxima categoría, tras ser fichado por Belén al inicio de la temporada 2004-05. Su primer juego como belemita se daría el 22 de agosto contra Puntarenas en el Estadio "Lito" Pérez, anotando un gol de tiro libre al minuto 10' para la ventaja transitoria de 0-1. Su equipo terminaría perdiendo el cotejo con cifras de 2-1. A lo largo del torneo, alcanzó protagonismo en su demarcación durante diecinueve juegos, marcando cinco tantos. Sin embargo, su conjunto sufrió en el certamen de Clausura que le provocó el descenso a la Segunda División.

### Puntarenas F. C.
Al ser un futbolista con cualidades interesantes de centrocampista, el Puntarenas se hizo con los servicios de Michael. Debutó el 31 de julio en la victoria 1-0 de local sobre Carmelita, fue titular y salió de cambio al minuto 46' por Kevin Sancho. Al final de la temporada 2005-06, jugó diecisiete compromisos sin lograr anotaciones.
Su segunda competencia, la del periodo 2006-07, su equipo también disputaría la Copa Interclubes de la UNCAF. Barrantes debutó en este certamen a partir del juego de vuelta, por la primera ronda ante el Hankook Verdes de Belice (empate 1-1), completando la totalidad de los minutos. Participó en las dos series por los cuartos de final (contra Alajuelense), semifinales (frente al Deportivo Marquense de Guatemala) y de las finales (ante el Olimpia de Honduras). Los naranjas se coronaron campeones mediante la definición en penales. En la liga costarricense, el jugador adquirió un rol consolidado en la contención con sus 32 participaciones y un tanto realizado.

### Deportivo Saprissa
El 15 de mayo de 2007, Michael fue confirmado como nuevo refuerzo del Deportivo Saprissa, así como del delantero Armando Alonso. Disputó el Campeonato de Invierno bajo las órdenes del entrenador Jeaustin Campos, debutando como saprissista el 5 de agosto en la derrota 2-0 contra San Carlos. También afrontó la Copa Interclubes de la UNCAF, desde su inicio en octavos de final contra el Once Municipal de El Salvador. Fue titular en el encuentro de ida del 8 de agosto y salió de cambio al minuto 46' por Celso Borges; su equipo ganó con cifras de 5-2. Para el compromiso de vuelta dado el 15 de agosto, Barrantes participó 76 minutos, salió de cambio por Erick Sánchez y los morados perdieron 1-0, mientras que el resultado agregado les favoreció para avanzar. En la ronda de ida de los cuartos de final ante Puntarenas —su anterior club—, el 19 de septiembre en el Estadio "Lito" Pérez, Michael entraría de relevo por Walter Centeno y el marcador se consumió empatado a un gol. El 26 de septiembre, por la vuelta de esta serie, el centrocampista retornó a su posición habitual de titular en la victoria por 2-1. Completó la totalidad de los minutos en el partido de ida del 25 de octubre por las semifinales del torneo, enfrentando el clásico contra Alajuelense en el Estadio Ricardo Saprissa. Su conjunto se impuso por 1-0. El 1 de noviembre, los saprissistas confirmarían su pase a la última instancia tras el empate 1-1 en el juego de vuelta. En la final de ida frente al Motagua de Honduras el 28 de noviembre, Barrantes ingresó como sustitución por Try Benneth al minuto 79' en la igualdad a un tanto. La vuelta desarrollada el 5 de diciembre culminó en derrota ajustada 1-0, por lo que su club se hizo con el subcampeonato. De vuelta en el certamen local, Michael tuvo catorce presencias y salió campeón tras vencer al Herediano en ambas finales.
En el Campeonato de Verano 2008, obtuvo quince juegos desarrollados y convirtió dos goles —uno de ellos el 1 de junio
en la final de vuelta frente a Alajuelense, en el Estadio Morera Soto y al minuto 82', dando a su equipo el título «27»—. En el ámbito internacional, participó en la Copa de Campeones de la Concacaf y su club llegó a la instancia de la final contra el Pachuca de México —quedándose con el segundo lugar—.
Fue campeón por tercera vez consecutiva en el Invierno 2008, nuevamente sobre los rojinegros, luego de que los morados remontaran la serie con marcador agregado de 3-2. Barrantes jugó en diecisiete oportunidades.
Vio acción por dieciséis partidos en el Campeonato de Verano 2009 y logró dos goles, ante Carmelita (empate 1-1 el 14 de marzo) y Pérez Zeledón (victoria por 2-3 dada el 12 de abril). La hegemonía saprissista terminaría en este torneo a causa de la eliminación en semifinales por Liberia (global 1-2).
Enfrentó los seis encuentros de la Liga de Campeones de la Concacaf, todos como titular (contra Cruz Azul —dos derrotas—, Puerto Rico Islanders —una victoria y un empate— y Columbus Crew —pérdida y una igualdad—) así como del Campeonato de Invierno en 2009 —doce participaciones y un gol—. Su conjunto no pudo aspirar al título nacional.
Se convirtió en campeón del Verano 2010, siendo este su último torneo con los morados. En este certamen fue parte de dieciséis juegos y puso dos goles.

### Aalesunds F. K.
Tras una gira exitosa en el continente europeo por parte de los tibaseños, el 15 de julio de 2010 se oficializa el fichaje de Barrantes en el Aalesunds FK de Noruega, quien había tenido una destacable participación. En su llegada se encontró al también costarricense Pablo Herrera.

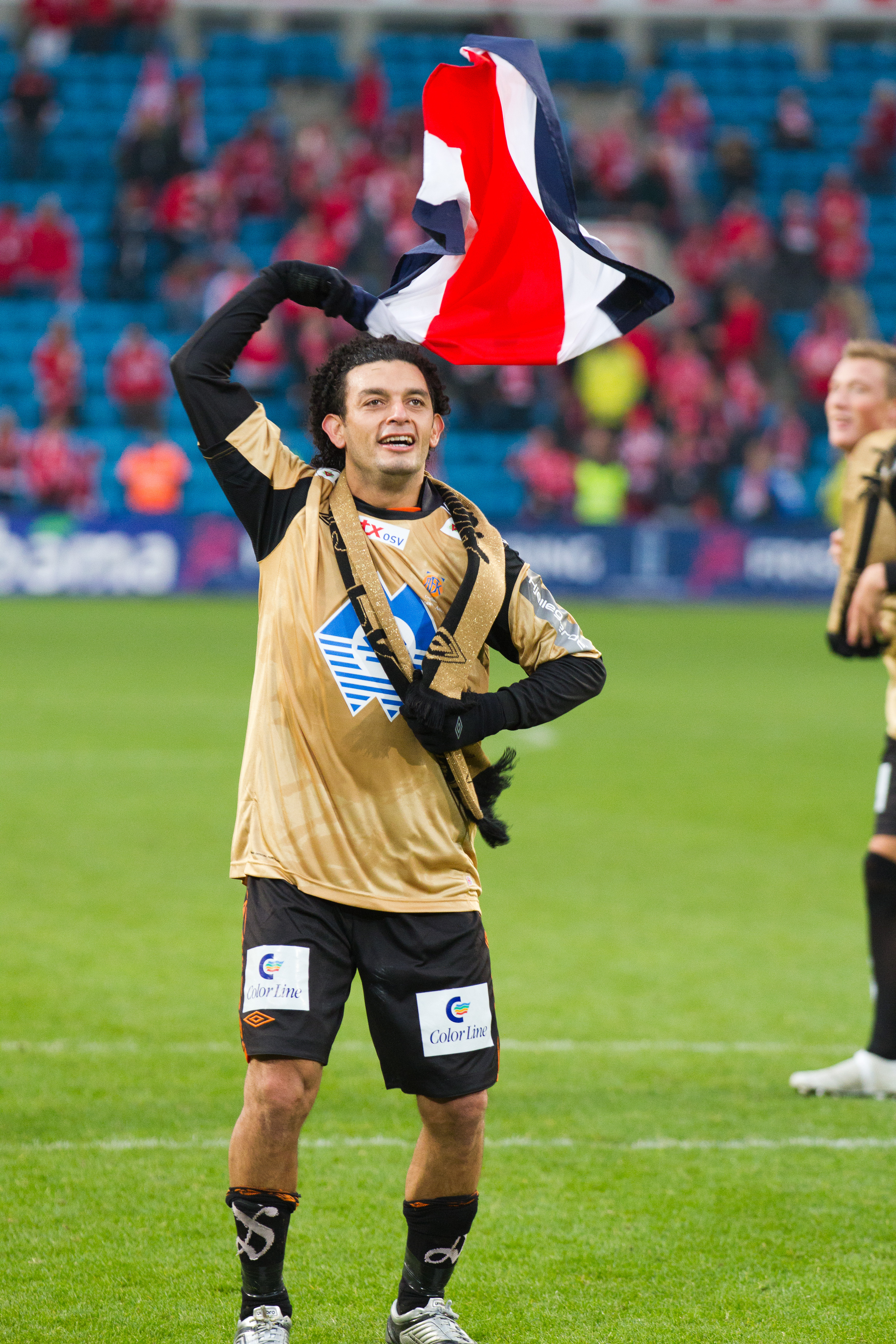
Barrantes como campeón de la Copa de Noruega 2011.

Debutó como legionario el 8 de agosto ante el Tromsø (victoria 2-0) en el Color Line Stadion, en sustitución de Fredrik Carlsen al minuto 90'. Finalizó la liga con siete apariciones, hizo dos goles y acumuló 379 minutos de acción.
Con un estilo de juego más adaptado, puso cinco asistencias en la Tippeligaen 2011 y cuatro anotaciones en un total de veintinueve juegos disputados. Su buen desempeño fue notable e inclusive marcó un doblete en la final de la Copa de Noruega, sobre el Brann para el triunfo por 1-2. En esa oportunidad quedó elegido como el mejor jugador del partido.
Barrantes fue parte de las rondas previas de la Liga Europa de la UEFA 2011-12, con siete apariciones y cuatro goles —uno contra Ferencvárosi de Hungría, otro sobre el Elfsborg de Suecia y un doblete marcado al AZ Alkmaar de Países Bajos—, así como de cuatro asistencias. Su club no logró acceder a la fase de grupos de esta competencia. En la Tippeligaen 2012, puso cuatro pases a gol y nueve tantos —siendo la cuota anotadora más amplia de su carrera—. De las veintiocho presencias, fue el capitán en tres jornadas consecutivas.
Jugó la segunda y tercera fase preliminar de la Liga Europa de la UEFA 2012-13 en encuentros de visita recíproca, marcando un tanto sobre el Tirana de Albania en la victoria con cifras de 5-0. El mediocentro ofensivo vio acción en veintiséis partidos de la Tippeligaen 2013, veinticuatro de ellos iniciando como titular, consiguió siete anotaciones y cuatro asistencias.
La regularidad de las anteriores temporadas bajaría en la Tippeligaen 2014, debido a sus numerosas ausencias al estar con la selección costarricense. Tuvo veinte apariciones, colaboró con tres asistencias y seis goles.
Su último torneo con el conjunto noruego se dio en la Tippeligaen 2015, tras contabilizar doce encuentros desarrollados con tres goles.

### Shanghái Shenxin F. C.
El 18 de junio de 2015, se hace oficial la incorporación del jugador al Shanghái Shenxin de la Superliga de China, por un periodo de seis meses con alternativa a una ampliación de un año. Debutó en la liga el 28 de junio en el empate 1-1 contra Shanghái Shenhua, luego de haber ingresado de relevo por el brasileño Everton al minuto 55'. Sumó trece partidos y marcó cuatro goles, mientras que su club acabó en el último sitio de la tabla y fue relegado a la segunda categoría.

### Wuhan Zall F. C.
El 16 de enero de 2016, Michael llegó a un acuerdo para jugar en el Wuhan Zall, de la China League One o segunda división del país asiático. Jugó un total de veintiséis partidos, puso cuatro anotaciones y dio seis asistencias. El 25 de octubre anunció su salida del equipo a través de sus redes sociales.

### C. S. Cartaginés
Una vez finalizada su experiencia en el balompié internacional, regresó a su país y el 28 de enero de 2017 firmó para el Cartaginés. Fue confirmado como nuevo refuerzo por seis meses, con opción a medio año más. Su primera aparición en el Campeonato de Verano se efectuó el 9 de febrero —tras casi siete
años—, en el duelo por la novena fecha ante el Herediano en el Estadio "Fello" Meza. Barrantes entró de cambio por el defensa Irving Calderón al comienzo del segundo tiempo y el marcador se consumió en derrota por 0-3. El centrocampista se convirtió en pieza habitual en las alineaciones del director técnico Jeaustin Campos, para terminar consolidando doce compromisos disputados. A causa de la no clasificación a la cuadrangular, el contrato de Michael quedó sin ser renovado.

### Municipal Grecia
El 5 de junio de 2017, Barrantes fue presentado en el Municipal Grecia, equipo recién ascendido a la máxima división costarricense. Con Walter Centeno como el entrenador, el centrocampista participó en diecinueve partidos del Torneo de Apertura, desempeñó diversas funciones que no habían sido habituales en él —defensa central y pivote—, hizo cuatro goles —incluyendo un doblete sobre Limón el 10 de septiembre—, y su equipo fue sexto en la tabla con 31 puntos. El 22 de diciembre firmó el finiquito de contrato para quedar como agente libre.

### Deportivo Saprissa
El 26 de diciembre de 2017, se completó el fichaje de Barrantes en el Deportivo Saprissa donde firmó por un año y medio. Con miras al Torneo de Clausura 2018, su equipo recién acababa de cambiar de entrenador debido al retiro de Carlos Watson, siendo Vladimir Quesada —quien fuera el asistente la campaña anterior— el nuevo estratega. Michael debutó de nuevo con la camiseta morada el 7 de enero ante Liberia en el Estadio Edgardo Baltodano, con la dorsal «11» y jugando 78 minutos en el triunfo por 0-3. Tres días después hizo el gol del triunfo 1-0 sobre el Santos de Guápiles en el Estadio Ricardo Saprissa, mediante un potente remate con pierna izquierda desde fuera del área. El 14 de enero se lució con un magnífico tanto de larga distancia contra el Cartaginés (victoria 0-3), colocando el balón en el ángulo superior del marco. El centrocampista fue dado de baja a finales del mes debido a un desgarro en el aductor derecho, por lo que su tiempo de recuperación sería de tres a cuatro semanas. El 19 de febrero recibió la habilitación médica para volver a participar. Hizo su regreso dos días después en el duelo por los octavos de final de la Liga de Campeones de la Concacaf, de local contra el América de México tras haber ingresado de cambio al minuto 58' por Marvin Angulo. El 7 de marzo marcó un gol de tiro libre directo frente a Guadalupe, en la victoria por 4-0. El 20 de mayo se proclama campeón del torneo con su club tras vencer al Herediano en la tanda de penales —serie en la que Michael cobró exitosamente el cuarto tiro—. El volante sumó un total de veinticinco apariciones y convirtió tres anotaciones.
Barrantes disputa su primer partido del Torneo de Apertura 2018 hasta el 5 de agosto —tras cumplir un castigo de dos compromisos que se le impuso en la conclusión del certamen anterior— donde enfrentó a la Universidad de Costa Rica en el Estadio "Cuty" Monge. Completó la totalidad de los minutos y apenas arrancando la segunda mitad, aprovechó un despeje del defensor rival y empalmó un fuerte remate desde fuera del área para marcar su primer gol de la temporada y de esta manera colaborando en el triunfo de su club por 0-4. Consigue su segundo tanto de la campaña el 3 de octubre, precisamente sobre los universitarios desde el punto de penal. El 14 de octubre, concreta una anotación de cabeza en el empate 2-2 de local contra Pérez Zeledón. El 28 de octubre, materializó desde el penalti la igualdad de 1-1 definitiva sobre Limón. Concluyó el certamen con veintitrés apariciones, aportó cuatro goles y dio la misma cantidad en asistencias.
Afronta su primer partido del Torneo de Clausura 2019 el 13 de enero, alcanzando la totalidad de los minutos en el empate de local a dos goles contra Limón. El 8 de mayo marcó su primer gol ante el Pérez Zeledón, por la vuelta de las semifinales. Al minuto 74', Barrantes hizo un tiro de esquina en corto con Juan Gabriel Guzmán, quien le devolvió el balón para que Michael sorprendiera al portero rival con un remate desde la banda derecha. Su gol significó la victoria 2-1 y la clasificación a la siguiente ronda.

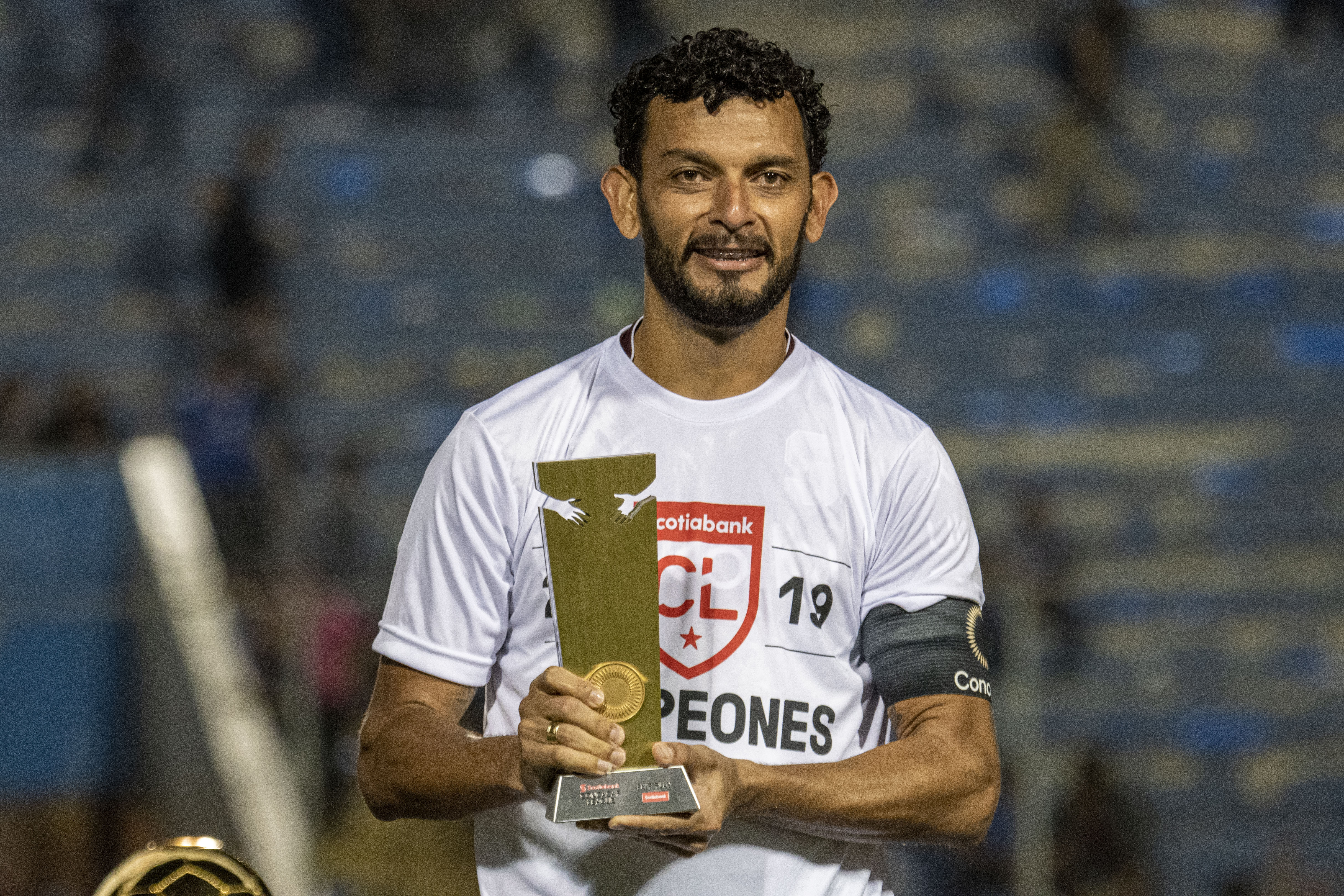
Barrantes en la consecución de la Liga Concacaf.

Empezó la campaña del Torneo de Apertura 2019 asumiendo el rol de capitán y titular en la totalidad de los minutos, donde su primer compromiso se dio en la visita a San Carlos, escenario en el que su equipo perdió por 1-0. Anotó su primer gol de la temporada el 21 de agosto, por la ida de los octavos de final de la Liga Concacaf contra el Águila de El Salvador. Barrantes recibió un centro de Luis Hernández casi al cierre de la primera mitad y remató de izquierda para sentenciar la victoria de 2-0. El 26 de noviembre se proclama campeón del torneo regional, tras vencer en la final al Motagua de Honduras.
Jugó la primera fecha del Torneo de Clausura 2020 el 11 de enero frente a San Carlos en el Estadio Carlos Ugalde. Barrantes alcanzó la totalidad de los minutos y el marcador terminó en victoria por 0-1. El 26 de enero salió expulsado por doble tarjeta amarilla en el duelo contra Herediano, primero por protestar y después por derribar a un rival dentro del área. Michael fue suspendido por un juego y debió abonar una multa de setenta y cinco mil colones. El 22 de febrero, en el duelo contra La U Universitarios, el jugador sufrió una fractura del pómulo derecho y fue operado al día siguiente. Le aproximaron un periodo de cuatro semanas de recuperación, pero regresó el 7 de marzo ante Cartaginés usando una mascarilla. El 20 de mayo marca el primer gol de la campaña sobre el Herediano, el cual significó la victoria por 1-0. El 14 de junio convirtió un tanto desde fuera del área ante el Cartaginés por la semifinal de ida. El 29 de junio alcanzó el título nacional con Saprissa, luego de superar la serie final del campeonato sobre Alajuelense. El jugador obtuvo dieciséis apariciones, colaboró con dos goles y puso la misma cantidad en asistencias. El 2 de julio se oficializó su extensión de contrato a un año más.
Comenzó su participación en la nueva temporada el 12 de septiembre de 2020, por la sexta fecha del Torneo de Apertura con la victoria 1-0 ante Jicaral. Barrantes apareció como titular por 88 minutos. El 19 de septiembre convirtió su primer gol de la campaña en la visita al Estadio Ernesto Rohrmoser contra Sporting. Michael, quien había ingresado de cambio, definió solo en el área chica al 75' un centro de Jimmy Marín, para decretar el trunfo por 1-2. Alcanzó diecisiete apariciones en el certamen nacional y colaboró con tres goles. Su equipo terminó siendo eliminado en semifinales por el Herediano.
Debuta en la primera jornada del Torneo de Clausura 2021 el 13 de enero, como titular en el empate sin goles frente a Grecia. El 7 de febrero salió expulsado en el clásico contra Alajuelense, donde fue castigado con tres juegos de suspensión y además debió abonar una multa de ciento setenta y cinco mil colones por emplear lenguaje ofensivo. Regresó el 27 de febrero en el duelo ante el Santos de Guápiles. En la última fecha de la clasificación, Saprissa terminó accediendo a un puesto a la siguiente ronda de cuarto lugar. El 16 de mayo enfrentó a Alajuelense por la semifinal de ida, ganando por 4-3. Tres días después se dio el empate 2-2 en el partido de vuelta. El 23 de mayo se presentó el resultado favorable de 3-2 sobre el Herediano por la final de ida en el que Michael convirtió un gol al minuto 56', mientras que el 26 de mayo también se efectuó el triunfo ante el conjunto rojiamarillo por 0-1 en la vuelta. Barrantes sumó un nuevo título a su palmarés y en esta competencia alcanzó veintiún apariciones, hizo un tanto y puso tres asistencias. El 9 de junio se anunció su renovación en el club por seis meses más.
Inició la temporada disputando el primer partido del Torneo de Apertura 2021 el 27 de julio, compromiso en el que fue titular por 85 minutos de la victoria de local por 3-0 sobre el Santos de Guápiles. Michael recibió un centro de Christian Bolaños y remató el balón desde fuera del área sin dejar que tocara el suelo para así concretar el segundo gol transitorio. El 4 de agosto conquistó el título de la Supercopa luego de que su equipo venciera de forma contundente a Alajuelense por 4-1 en el Estadio Nacional. El 24 de agosto realizó una anotación magnífica de tiro libre contra Jicaral. El 30 de septiembre ingresó de cambio en el partido de vuelta de octavos de final de Liga Concacaf contra el Santa Lucía de Guatemala, y marcó el gol que sentenció la serie a favor de su club. El 1 de noviembre fue dado de baja debido a una fractura del cuarto metacarpiano de su mano derecha. Tras su regreso, el 23 de noviembre anotó un extraordinario gol ante San Carlos para finalizar las cifras de 3-0 a favor de su club. En el torneo alcanzó veinticuatro apariciones, marcó tres goles y puso dos asistencias, mientras que el equipo morado se hizo con el subcampeonato luego de perder la gran final. El 23 de diciembre anunció mediante sus redes sociales su salida del club, teniendo un paso exitoso de tres años donde cosechó tres ligas nacionales, una supercopa y un torneo continental. Sus números en su segunda etapa en el Saprissa fueron de 191 partidos jugados, 19 goles y 19 asistencias en todas las competencias.

### C. S. Cartaginés
El 5 de enero de 2022, se anunció el fichaje de Barrantes en el Cartaginés, club que lo firmó por el periodo de un año.

## Selección nacional
Estuvo en la nómina del entrenador Carlos Quirós de la Selección de fútbol sala de Costa Rica que disputó el Campeonato de Futsal de Concacaf 2004, celebrado en el Palacio de los Deportes de Heredia. Debutó el 23 de julio con doblete a los minutos 39' y 40' sobre Surinam en la victoria abultada de 13-1. Dos días después, su país venció con cifras de 6-1 a Trinidad y Tobago y el 27 de julio triunfó 4-0 ante México —con Michael como protagonista en uno de los goles—. El 30 de julio, se dio la derrota por 4-0 contra Estados Unidos en semifinales por lo que su equipo se quedó sin la posibilidad de clasificar al Mundial. El 1 de agosto la nueva victoria sobre los mexicanos siendo esta vez de 12-5 aseguró el tercer lugar de la competencia.
Barrantes debutó como internacional absoluto con la selección costarricense el 4 de febrero de 2007, en un encuentro de carácter amistoso contra el combinado de Trinidad y Tobago, desarrollado en el Estadio Morera Soto. Fue titular en alineación de Hernán Medford, completó la totalidad de los minutos, y puso dos pases a gol a sus compañeros Harold Wallace y Rolando Fonseca. El marcador terminaría en victoria con goleada de 4-0.
Disputó su primera competencia oficial en la Copa de Naciones UNCAF en febrero de 2007, jugando los dos partidos de la fase de grupos ante Honduras (victoria 3-1) y Panamá (pérdida 0-1), así como de la semifinal contra El Salvador (triunfo 0-2) y en la final frente a los panameños (igualdad 1-1). El centrocampista hizo el último gol en la tanda de penales para coronar a su país como campeón centroamericano.
Michael fue parte de los escuadrones que enfrentaron la Copa de Oro de la Concacaf, en sus ediciones de 2007 y 2013 —con un doblete en fase de grupos sobre Cuba—, sin tener éxito al quedarse en la ronda de cuartos de final. Marcó su primer tanto el 26 de enero de 2010, en la derrota por 3-2 ante Argentina.
Tuvo acción en los procesos eliminatorios de Concacaf hacia la Copa del Mundo. En 2009 participó durante tres compromisos con miras a Sudáfrica 2010 —en duelos por la hexagonal frente a El Salvador, Trinidad y Tobago y Estados Unidos—. En ese mismo año también enfrentó la repesca ante Uruguay (perdiendo la serie por 2-1). Fue constantemente llamado por el entrenador Jorge Luis Pinto en los partidos eliminatorios rumbo a Brasil 2014, desde junio de 2012 hasta octubre de 2013, sumando diez apariciones.
El 12 de mayo de 2014, el entrenador Pinto incluyó a Barrantes en la convocatoria preliminar con miras a la Copa del Mundo. Fue incluido finalmente en la nómina definitiva de veintitrés jugadores el 30 de mayo. Vio acción en dos de los tres juegos de la fase de grupos —contra Uruguay e Inglaterra— y permaneció en el banquillo una vez —frente a Italia—. Fue suplente en octavos de final —ante Grecia— así como en cuartos —contra
Países Bajos—. Su nación se despidió en esta etapa del torneo sin perder un solo juego.

### Participaciones internacionales
| Competición                           | Sede           | Resultado        |
| ------------------------------------- | -------------- | ---------------- |
| Campeonato de Futsal de Concacaf 2004 | Costa Rica     | Tercer lugar     |
| Copa de Naciones UNCAF 2007           | Guatemala      | Campeón          |
| Copa de Oro de la Concacaf 2007       | Estados Unidos | Cuartos de final |
| Copa de Oro de la Concacaf 2013       | Estados Unidos | Cuartos de final |
| Copa Mundial de 2014                  | Brasil         | Cuartos de final |

## Estadísticas

### Clubes
Actualizado al último partido jugado el 21 de junio de 2022.
| A. D. Ramonense Costa Rica |               |               |     |    |    |    |    |     |     |    |
| 1.ª | 2003-04       | 11            | 2   | —  | —  | —  | —  | 11  | 2   |    |
| Total club | Total club    | 11            | 2   | —  | —  | —  | —  | 11  | 2   |    |
| Belén F. C. Costa Rica |               |               |     |    |    |    |    |     |     |    |
| 1.ª | 2004-05       | 19            | 5   | —  | —  | —  | —  | 19  | 5   |    |
| Total club | Total club    | 19            | 5   | —  | —  | —  | —  | 19  | 5   |    |
| Puntarenas F. C. Costa Rica |               |               |     |    |    |    |    |     |     |    |
| 1.ª | 2005-06       | 17            | 0   | —  | —  | —  | —  | 17  | 0   |    |
| 1.ª | 2006-07       | 32            | 1   | —  | —  | 7  | 0  | 39  | 1   |    |
| Total club | Total club    | 49            | 1   | —  | —  | 7  | 0  | 56  | 1   |    |
| Deportivo Saprissa Costa Rica |               |               |     |    |    |    |    |     |     |    |
| 1.ª | 2007-08       | 29            | 2   | —  | —  | 14 | 0  | 43  | 2   |    |
| 1.ª | 2008-09       | 33            | 2   | —  | —  | 4  | 0  | 37  | 2   |    |
| 1.ª | 2009-10       | 28            | 3   | —  | —  | 6  | 0  | 34  | 3   |    |
| Total club | Total club    | 90            | 7   | —  | —  | 24 | 0  | 114 | 7   |    |
| Aalesunds F. K. Noruega |               |               |     |    |    |    |    |     |     |    |
| 1.ª | 2010          | 7             | 2   | —  | —  | —  | —  | 7   | 2   |    |
| 1.ª | 2011          | 29            | 6   | 5  | 4  | 7  | 5  | 41  | 15  |    |
| 1.ª | 2012          | 28            | 9   | 2  | 0  | 3  | 1  | 33  | 10  |    |
| 1.ª | 2013          | 26            | 7   | 3  | 0  | —  | —  | 29  | 7   |    |
| 1.ª | 2014          | 20            | 6   | 2  | 2  | —  | —  | 22  | 8   |    |
| 1.ª | 2015          | 12            | 3   | 2  | 0  | —  | —  | 14  | 3   |    |
| Total club | Total club    | 122           | 33  | 14 | 6  | 10 | 6  | 146 | 45  |    |
| Shanghai Shenxin F. C. China |               |               |     |    |    |    |    |     |     |    |
| 1.ª | 2015          | 13            | 4   | —  | —  | —  | —  | 13  | 4   |    |
| Total club | Total club    | 13            | 4   | —  | —  | —  | —  | 13  | 4   |    |
| Wuhan Zall F. C. China |               |               |     |    |    |    |    |     |     |    |
| 2.ª | 2016          | 26            | 4   | 0  | 0  | —  | —  | 26  | 4   |    |
| Total club | Total club    | 26            | 4   | 0  | 0  | —  | —  | 26  | 4   |    |
| C. S. Cartaginés Costa Rica |               |               |     |    |    |    |    |     |     |    |
| 1.ª | 2016-17       | 12            | 0   | —  | —  | —  | —  | 12  | 0   |    |
| Total club | Total club    | 12            | 0   | —  | —  | —  | —  | 12  | 0   |    |
| Municipal Grecia Costa Rica |               |               |     |    |    |    |    |     |     |    |
| 1.ª | 2017-18       | 19            | 4   | —  | —  | —  | —  | 19  | 4   |    |
| Total club | Total club    | 19            | 4   | —  | —  | —  | —  | 19  | 4   |    |
| Deportivo Saprissa Costa Rica |               |               |     |    |    |    |    |     |     |    |
| 1.ª | 2017-18       | 25            | 3   | —  | —  | 2  | 0  | 27  | 3   |    |
| 1.ª | 2018-19       | 46            | 5   | —  | —  | 2  | 0  | 48  | 5   |    |
| 1.ª | 2019-20       | 35            | 2   | —  | —  | 9  | 1  | 44  | 3   |    |
| 1.ª | 2020-21       | 38            | 4   | 0  | 0  | 6  | 0  | 44  | 4   |    |
| 1.ª | 2021-22       | 24            | 3   | 1  | 0  | 3  | 1  | 28  | 4   |    |
| Total club | Total club    | 168           | 17  | 1  | 0  | 22 | 2  | 191 | 19  |    |
| C. S. Cartaginés Costa Rica |               |               |     |    |    |    |    |     |     |    |
| 1.ª | 2021-22       | 19            | 0   | —  | —  | —  | —  | 19  | 0   |    |
| Total club | Total club    | 19            | 0   | —  | —  | —  | —  | 19  | 0   |    |
| Total carrera | Total carrera | Total carrera | 548 | 77 | 15 | 6  | 63 | 8   | 626 | 91 |
| (1) Incluye datos de la Copa de Noruega (2011-15) / Copa FA de China (2016) / Supercopa de Costa Rica (2020-21). (2) Incluye datos de la Copa Interclubes de la UNCAF (2006-07) / Copa de Campeones de la Concacaf (2008) / Liga de Campeones de la Concacaf (2008-21) / Liga Europa de la UEFA (2011-12) / Liga Concacaf (2019-21). (3) No incluye goles en partidos amistosos. |               |               |     |    |    |    |    |     |     |    |

### Selección
Actualizado al último partido jugado el 15 de diciembre de 2015.
| Costa Rica |                 |    |   |   |   |    |    |    |   |
| 2007 | 8               | 0  | — | — | 4 | 0  | 12 | 0  |   |
| 2009 | 4               | 0  | — | — | — | —  | 4  | 0  |   |
| 2010 | —               | —  | — | — | 9 | 2  | 9  | 2  |   |
| 2011 | —               | —  | — | — | 7 | 0  | 7  | 0  |   |
| 2012 | 5               | 0  | — | — | 4 | 0  | 9  | 0  |   |
| 2013 | 8               | 2  | — | — | 1 | 0  | 9  | 2  |   |
| 2014 | —               | —  | 2 | 0 | 1 | 0  | 3  | 0  |   |
| 2015 | —               | —  | — | — | 1 | 0  | 1  | 0  |   |
| Total selección | Total selección | 25 | 2 | 2 | 0 | 27 | 2  | 54 | 4 |
| (1) Incluye datos de la Copa de Naciones UNCAF (2007) / Copa Oro de la Concacaf (2007-13) / Eliminatoria de Concacaf para la Copa Mundial (2009-13). (2) Incluye datos de la Copa Mundial (2014). |                 |    |   |   |   |    |    |    |   |

### Goles internacionales
| Gol | Fecha                   | Sede                           | Oponente  | Marcador | Resultado | Competencia                     |
| --- | ----------------------- | ------------------------------ | --------- | -------- | --------- | ------------------------------- |
| 1.  | 26 de enero de 2010     | Ing. Hilario Sánchez, San Juan | Argentina | 1-1      | 3-2       | Amistoso internacional          |
| 2.  | 3 de septiembre de 2010 | Rommel Fernández, Panamá       | Panamá    | 0-1      | 2-2       | Amistoso internacionale         |
| 3.  | 9 de julio de 2013      | Jeld-Wen Field, Portland       | Cuba      | 1-0      | 3-0       | Copa de Oro de la Concacaf 2013 |
| 4.  | 9 de julio de 2013      | Jeld-Wen Field, Portland       | Cuba      | 3-0      | 3-0       | Copa de Oro de la Concacaf 2013 |

## Palmarés

### Títulos nacionales
| Título                         | Club               | País       | Año  |
| ------------------------------ | ------------------ | ---------- | ---- |
| Primera División de Costa Rica | Deportivo Saprissa | Costa Rica | 2007 |
| Primera División de Costa Rica | Deportivo Saprissa | Costa Rica | 2008 |
| Primera División de Costa Rica | Deportivo Saprissa | Costa Rica | 2008 |
| Primera División de Costa Rica | Deportivo Saprissa | Costa Rica | 2010 |
| Copa de Noruega                | Aalesunds F. K.    | Noruega    | 2011 |
| Primera División de Costa Rica | Deportivo Saprissa | Costa Rica | 2018 |
| Primera División de Costa Rica | Deportivo Saprissa | Costa Rica | 2020 |
| Primera División de Costa Rica | Deportivo Saprissa | Costa Rica | 2021 |
| Supercopa de Costa Rica        | Deportivo Saprissa | Costa Rica | 2021 |
| Primera División de Costa Rica | C. S. Cartaginés   | Costa Rica | 2022 |
| Torneo de Copa de Costa Rica   | C. S. Cartaginés   | Costa Rica | 2022 |
| Torneo de Copa de Costa Rica   | L. D. Alajuelense  | Costa Rica | 2023 |

### Títulos internacionales
| Título                           | Equipo                  | Sede        | Año  |
| -------------------------------- | ----------------------- | ----------- | ---- |
| Copa Interclubes de la Uncaf     | Puntarenas F. C.        | Tegucigalpa | 2006 |
| Copa de Naciones UNCAF           | Selección de Costa Rica | El Salvador | 2007 |
| Liga Concacaf                    | Deportivo Saprissa      | Tegucigalpa | 2019 |
| Copa Centroamericana de Concacaf | L. D. Alajuelense       | Alajuela    | 2023 |

### Distinciones individuales
| Distinción                                                              | Año  |
| ----------------------------------------------------------------------- | ---- |
| Mejor gol del Campeonato de Verano 2009                                 | 2009 |
| Mejor centrocampista de la Tippeligaen 2011                             | 2011 |
| Mejor gol de la Primera División de Costa Rica del Torneo Apertura 2021 | 2022 |

## Vida privada
Su hijo es futbolista, Arjen Barrantes.